# صفاء رقماني
صفاء رقماني (14 مايو 1978 -)، ممثلة ومؤدية صوت سورية.

## عن حياتها
ولدت في ليبيا حيث كانت عائلتها تعمل هناك، وهي حاصلة على دبلوم من معهد سكرتارية بدأت مشوارها الفني من خلال المشاركة في الأعمال التلفزيونية وشاركت بأول عمل لها بعنوان «أنشودة أمل» في عام 1999 وهي عضو في نقابة الفنانين السوريين منذ 15 مايو 2001.

## أعمالها

### من أعمال التلفزيون
- بناية هب الريح
- أنشودة أمل.
- ثلوج الصيف.
- الظل والنور.
- مرايا وحكايا.
- للأمل عودة.
- طاش ما طاش - طاش 10.
- الأرواح المهاجرة.
- مرايا 2003.
- حروف يكتبها المطر.
- قبل الغروب.
- خط الدي.
- كوابيس منتصف الليل.
- نساجة ماري.
- بيت العز.
- العدول.
- أهل المدينة.
- حديث المرايا.
- شمائل عربية.
- بارود ...اهربوا.
- أعيدوا صباحي.
- وجوه و أزمنة.
- الخط الأحمر.
- رصاصة رحمة (مسلسل كويتي).
- سفر الحجارة.
- من أوراق الوراق (مسلسل ليبي).
- على موج البحر.
- متعب وعساف.
- قاع المدينة.
- عشنا وشفنا.
- بقعة ضوء - الجزء السابع.
- بومب أكشن.
- خرزة زرقا.

### الأعمال الإذاعية
- ديوان العرب.
- حكم العدالة.
- قسمة ونصيب.
- مجلة التراث.

### في السينما
- المحطة القادمة

### في المسرح
- أميرة الفرح للأطفال.
- إبراهيم وصفية.

### الدبلجة
- ألفين والسناجب.جانيت
- يوكاي واتش - زين.
- أبطال الكرة. فتحي
- أوبتي مورفس.
- مهرتي الصغيرة.
- كوكوتاما - والدة نسمة.
- كايو.
- أمير التنس - ريوما.
- المحقق كونان - ساتو
- ناروتو اس دي . تسونادي
- يوميات مدرسيه .انسه جواهر

## روابط خارجية
- صفاء رقماني على موقع قاعدة بيانات الأفلام العربية